# Lagoa da Confusão
Lagoa da Confusão là một đô thị thuộc bang Tocantins, Brasil. Đô thị này có diện tích 10564,512 km², dân số năm 2007 là 8220 người, mật độ 0,78 người/km².